# Ostorhinchus aroubiensis
Ostorhinchus aroubiensis es una especie de pez con aleta radiada del género Ostorhinchus, de la familia Apogonidae, orden Kurtiformes. Fue descrita por Hombron & Jacquinot en 1853.

## Distribución
Se distribuye por el Pacífico Central Occidental.